# Taranto Sport 2006-2007
Questa voce raccoglie le informazioni riguardanti il Taranto Sport nelle competizioni ufficiali della stagione 2006-2007.

## Stagione
Nella stagione 2006-2007 il Taranto disputa il girone B del campionato di Serie C1, con 56 punti ha ottenuto il 5º posto. Disputa la semifinale del Play-off contro l'Avellino, entrambe le partite sono terminate (1-0) per la squadra di casa, va in finale la squadra irpina perché meglio piazzata in campionato, dove era giunta seconda con 66 punti. Sale direttamente in Serie B il Ravenna che ha vinto il torneo con 69 punti, seguita dall'Avellino che in finale Play-off ha superato il Foggia. La squadra tarantina allenata da Gianfranco Degli Schiavi nel girone di andata ha raccolto 29 punti, con la quarta posizione. Nel girone di ritorno si mantiene costantemente nelle prime cinque posizioni, ma nel momento decisivo a fine maggio, non riesce a centrare la promozione. Due i bomber della stagione rossoazzurra con 9 reti Alessandro Ambrosi e con 8 reti Andrea Deflorio. Nella Coppa Italia Nazionale il Taranto nel primo turno ha superato il Catania, mentre nel secondo turno viene eliminato dal Brescia. Nella Coppa Italia di Serie C entra in gioco nel 1º turno eliminatorio superando la Vibonese, poi nel 2º turno viene estromesso dal Martna Franca.

## Rosa
| N. |                   | Ruolo | Calciatore          |
| -- | ----------------- | ----- | ------------------- |
|    | Italia (bandiera) | P     | Salvatore Pinna     |
|    | Italia (bandiera) | P     | Nicola Barasso      |
|    | Italia (bandiera) | P     | Davide Faraon       |
|    | Italia (bandiera) | P     | Terence Lucaselli   |
|    | Italia (bandiera) | D     | Maurizio Caccavale  |
|    | Italia (bandiera) | D     | Francesco Colombini |
|    | Italia (bandiera) | D     | Ivano Pastore       |
|    | Italia (bandiera) | D     | Francesco Cosenza   |
|    | Italia (bandiera) | D     | Manuel Panini       |
|    | Italia (bandiera) | D     | Fabio Prosperi      |
|    | Italia (bandiera) | D     | Daniele Vetrugno    |
|    | Italia (bandiera) | D     | Claudio Castroni    |
|    | Italia (bandiera) | C     | Manuel Mancini      |
|    | Italia (bandiera) | C     | Vincenzo De Liguori |

| N. |                      | Ruolo | Calciatore             |
| -- | -------------------- | ----- | ---------------------- |
|    | Italia (bandiera)    | C     | Cristian Mortari       |
|    | Argentina (bandiera) | C     | Maximiliano Cejas      |
|    | Italia (bandiera)    | C     | Emanuele Catania       |
|    | Italia (bandiera)    | C     | Francesco Larosa       |
|    | Italia (bandiera)    | C     | Alessandro Monticciolo |
|    | Italia (bandiera)    | C     | Antonio Zito           |
|    | Brasile (bandiera)   | C     | Robson Machado Toledo  |
|    | Italia (bandiera)    | A     | Andrea Deflorio        |
|    | Italia (bandiera)    | A     | Fabio Piroli           |
|    | Italia (bandiera)    | A     | Alessandro Ambrosi     |
|    | Italia (bandiera)    | A     | Roberto Pasca          |
|    | Italia (bandiera)    | A     | Fabrizio Cammarata     |
|    | Italia (bandiera)    | A     | Michele Scarci         |
|    | Italia (bandiera)    | A     | Italo Mattioli         |

## Risultati

### Serie C1

#### Girone di andata
| Arbitro: | C. Russo (Nola) |

|                       |           |  |
| Deflorio 45+3’ (rig.) | Marcatori |  |

| Arbitro: | Scoditti (Bologna) |

|  |           |               |
|  | Marcatori | 74’ Cammarata |

| Arbitro: | Barletta (Bernalda) |

|                      |           |                                    |
| Cammarata 53’ (rig.) | Marcatori | 48’ Romondini 66’ (rig.) Tarantino |

| Arbitro: | Barbirati (Ferrara) |

|              |           |  |
| Castaldo 67’ | Marcatori |  |

| Arbitro: | Manera (Castelfranco Veneto) |

|              |           |                      |
| Paniccia 46’ | Marcatori | 84’ (aut.) Mariscoli |

| Taranto 8 ottobre 2006, ore 15.00 6ª giornata | Taranto             | 0 – 0 | Manfredonia | Stadio Erasmo Iacovone\| Arbitro: \| La Rocca (Ercolano) \| |
| Arbitro:                                      | La Rocca (Ercolano) |       |             |                                                             |

| Arbitro: | Cavarretta (Trapani) |

|              |           |             |
| Clemente 55’ | Marcatori | 78’ Ambrosi |

| Arbitro: | Candussio (Cervignano del Friuli) |

|                                 |           |  |
| Ambrosi 51’ (rig.) Toledo 90+2’ | Marcatori |  |

| Arbitro: | Zega (Fermo) |

|                                     |           |                                              |
| G. Abate 12’ Villa 30’ D'Angelo 51’ | Marcatori | 36’, 45+2’ (rig.) Ambrosi 90’ (aut.) Di Maio |

| Arbitro: | Nicodano (Milano) |

|                                                             |           |  |
| Ambrosi 13’ (rig.) Prosperi 28’ Cammarata 47’ Zito 76’, 82’ | Marcatori |  |

| Arbitro: | Tommasi (Bassano del Grappa) |

|  |           |             |
|  | Marcatori | 69’ Ambrosi |

| Arbitro: | Lioce (Molfetta) |

|                         |           |               |
| Deflorio 6’ Ambrosi 25’ | Marcatori | 57’ Cardascio |

| Arbitro: | Ruini (Reggio Emilia) |

|                                |           |  |
| Migliaccio 48’ Schettino 90+4’ | Marcatori |  |

| Arbitro: | Paparazzo (Catanzaro) |

|                           |           |                |
| Deflorio 6’ Caccavale 88’ | Marcatori | 52’ E. Ferraro |

| Arbitro: | Mannella (Avezzano) |

|             |           |          |
| Borgese 23’ | Marcatori | 84’ Zito |

| Arbitro: | Valeri (Roma) |

|                         |           |  |
| Toledo 18’ Deflorio 21’ | Marcatori |  |

| Arbitro: | Baracani (Firenze) |

|                             |           |              |
| S. De Angelis 20’ Puleo 33’ | Marcatori | 63’ Prosperi |

#### Girone di ritorno
| Arbitro: | Baratta (Salerno) |

|           |           |  |
| Succi 64’ | Marcatori |  |

| Arbitro: | Pinzani (Empoli) |

|                                                        |           |                          |
| Cammarata 27’, 60’ De Liguori 76’ Ambrosi 90+4’ (rig.) | Marcatori | 58’ Fragiello 85’ Visone |

| Arbitro: | Cavarretta (Trapani) |

|                                    |           |  |
| De Giorgio 42’ (rig.) Ercolano 51’ | Marcatori |  |

| Arbitro: | Giancola (Vasto) |

|              |           |                   |
| Deflorio 67’ | Marcatori | 90+2’ A. Esposito |

| Arbitro: | Gallione (Alessandria) |

|                         |           |             |
| Cammarata 1’ Toledo 83’ | Marcatori | 57’ Triuzzi |

| Manfredonia 17 febbraio 2007, ore 14.30 23ª giornata | Manfredonia     | 0 – 0 | Taranto | Stadio Miramare\| Arbitro: \| Peruzzo (Schio) \| |
| Arbitro:                                             | Peruzzo (Schio) |       |         |                                                  |

| Arbitro: | Mannella (Avezzano) |

|              |           |              |
| Deflorio 23’ | Marcatori | 21’ Califano |

| Arbitro: | C. Russo (Nola) |

|                     |           |                                   |
| Bonfiglio 4’ (rig.) | Marcatori | 21’ (rig.) Cammarata 73’ Prosperi |

| Arbitro: | Ferrandini (Sondrio) |

|              |           |              |
| Deflorio 19’ | Marcatori | 36’ Florindo |

| Arbitro: | Marrocco (Pisa) |

|  |           |                           |
|  | Marcatori | 15’ Mancini 78’ Cammarata |

| Taranto 1º aprile 2007, ore 15.00 28ª giornata | Taranto                      | 0 – 0 | Perugia | Stadio Erasmo Iacovone\| Arbitro: \| Tommasi (Bassano del Grappa) \| |
| Arbitro:                                       | Tommasi (Bassano del Grappa) |       |         |                                                                      |

| Arbitro: | Scoditti (Bologna) |

|  |           |                          |
|  | Marcatori | 10’ Prosperi 60’ Pastore |

| Taranto 15 aprile 2007, ore 15.00 30ª giornata | Taranto                | 0 – 0 | Teramo | Stadio Erasmo Iacovone\| Arbitro: \| Gallione (Alessandria) \| |
| Arbitro:                                       | Gallione (Alessandria) |       |        |                                                                |

| Arbitro: | Palazzino (Ciampino) |

|  |           |               |
|  | Marcatori | 62’ Cammarata |

| Arbitro: | Barletta (Bernalda) |

|                                                       |           |                              |
| Deflorio 32’ (rig.) Toledo 53’ Prosperi 67’ Cejas 72’ | Marcatori | 25’ Docente 45+3’, 59’ Nassi |

| Arbitro: | Cavarretta (Trapani) |

|               |           |  |
| Ignoffo 90+4’ | Marcatori |  |

| Arbitro: | Valeri (Roma) |

|              |           |                           |
| Mattioli 13’ | Marcatori | 24’ Biancolino 43’ Evacuo |

#### Playoff
| Arbitro: | Pinzani (Empoli) |

|          |           |  |
| Zito 51’ | Marcatori |  |

| Arbitro: | Tommasi (Bassano del Grappa) |

|                |           |  |
| V. Moretti 85’ | Marcatori |  |

#### Coppa Italia
| Arbitro: | Herberg (Messina) |

|                         |           |  |
| Catania 35’ Mancini 84’ | Marcatori |  |

| Arbitro: | Brighi (Cesena) |

|  |           |                     |
|  | Marcatori | 34’ (rig.) Serafini |

#### Coppa Italia Serie C
| Arbitro: | Morabito (Messina) |

|                     |           |  |
| Alessandrì 45’, 52’ | Marcatori |  |

| Arbitro: | Carbone (Napoli) |

|                                   |           |  |
| Catania 15’ (rig.) Pasca 26’, 76’ | Marcatori |  |

| Arbitro: | Stallone (Foggia) |

|              |           |            |
| Bennardo 88’ | Marcatori | 66’ Larosa |

| Arbitro: | Lupo (Matera) |

|               |           |                            |
| Cammarata 72’ | Marcatori | 65’ Gambuzza 95’ Minorelli |

## Statistiche
Elenco dei giocatori della Taranto nella stagione 2006/07.
|                   | Portieri          | Presenze | Goal subiti |
| Italia (bandiera) | Salvatore Pinna * | 14+2     | 12+1        |
| Italia (bandiera) | Nicola Barasso ** | 14       | 9           |
| Italia (bandiera) | Davide Faraon     | 2+4      | 3+5         |
| Italia (bandiera) | Terence Lucaselli | 0        | 0           |

|                   | Difensori           | Presenze | Goal fatti |
| Italia (bandiera) | Maurizio Caccavale  | 24+2     | 1          |
| Italia (bandiera) | Francesco Colombini | 33+2     | 0          |
| Italia (bandiera) | Ivano Pastore       | 10+2     | 1          |
| Italia (bandiera) | Francesco Cosenza   | 22       | 0          |
| Italia (bandiera) | Manuel Panini       | 18+4     | 0          |
| Italia (bandiera) | Fabio Prosperi      | 24+3     | 4          |
| Italia (bandiera) | Daniele Vetrugno    | 0+3      | 0          |
| Italia (bandiera) | Claudio Castroni    | 1+4      | 0          |

|                      | Centrocampisti          | Presenze | Goal fatti |
| Italia (bandiera)    | Manuel Mancini          | 22+3     | 1+1        |
| Italia (bandiera)    | Vincenzo De Liguori     | 28+2     | 1          |
| Italia (bandiera)    | Cristian Mortari        | 6+3      | 0          |
| Argentina (bandiera) | Maximilian Roldan Cejas | 24+4     | 0          |
| Italia (bandiera)    | Emanuele Catania        | 22+5     | 0+2        |
| Italia (bandiera)    | Francesco Larosa        | 20+4     | 0+1        |
| Italia (bandiera)    | Alessandro Monticciolo  | 5        | 0          |
| Italia (bandiera)    | Antonio Zito            | 22+5     | 3          |
| Brasile (bandiera)   | Robson Machado Toledo   | 28+1     | 4          |

|                   | Attaccanti         | Presenze | Goal fatti |
| Italia (bandiera) | Andrea Deflorio    | 24+3     | 8          |
| Italia (bandiera) | Fabio Piroli *     | 6+5      | 0          |
| Italia (bandiera) | Alessandro Ambrosi | 24       | 8          |
| Italia (bandiera) | Roberto Pasca      | 4+6      | 1+2        |
| Italia (bandiera) | Fabrizio Cammarata | 26+1     | 9+1        |
| Italia (bandiera) | Michele Scarci     | 1        | 0          |
| Italia (bandiera) | Italo Mattioli     | 7        | 1          |

|                   | Allenatori               |
| Italia (bandiera) | Aldo Papagni             |
| Italia (bandiera) | Gianfranco Degli Schiavi |